# Jean-Raphaël Alvarez
Pour les articles homonymes, voir Alvarez.
Pas d'image ? Cliquez ici

a Compétitions nationales et continentales officielles uniquement.

b Matchs officiels uniquement.
Dernière mise à jour le  .
Jean-Raphaël Alvarez, né le 24 juin 1979 à Oloron-Sainte-Marie (France), est un joueur international espagnol de rugby à XV évoluant au poste d'arrière.

## Biographie
Jean-Raphaël Alvarez connaît sa première sélection le 16 juin 2006 contre la République Tchèque.

## Statistiques en équipe nationale
- 20 sélections.
- 6 essais (20 points).
- Sélections par année : 4 en 2006.